# Schietsport op de Gemenebestspelen 2014
De schietsport is een van de sporten die beoefend werden op de Gemenebestspelen 2014 in Glasgow. Het schietsporttoernooi vond plaats van 25 tot en met 29 juli in het Barry Buddon Shooting Centre.

## Medailles

### Mannen
| Onderdeel                          | Goud | Goud               | Zilver | Zilver            | Brons | Brons                 |
| ---------------------------------- | ---- | ------------------ | ------ | ----------------- | ----- | --------------------- |
| 10m luchtgeweer                    | IND  | Abhinav Bindra     | BAN    | Abdullah Baki     | ENG   | Dan Rivers            |
| 50m kleinkalibergeweer liggend     | AUS  | Warren Potent      | IND    | Gagan Narang      | ENG   | Kenneth Parr          |
| 50m kleinkalibergeweer 3-houdingen | ENG  | Darren Rivers      | IND    | Sanjeev Rajput    | IND   | Gagan Narang          |
| 50m pistool                        | IND  | Jitu Rai           | IND    | Gurpal Singh      | AUS   | Daniel Repacholi      |
| 25m snelvuurpistool                | AUS  | David Chapman      | IND    | Harpreet Singh    | ENG   | Kristian Callaghan    |
| 10m luchtpistool                   | AUS  | Daniel Repacholi   | IND    | Prakasha Nanjappa | ENG   | Michael Gault         |
| Skeet                              | CYP  | Georgios Achilleos | SCO    | Drew Christie     | ENG   | Rory Warlow           |
| Trap                               | AUS  | Adam Vella         | ENG    | Aaron Heading     | IND   | Manavjit Singh Sandhu |
| Dubbeltrap                         | ENG  | Steven Scott       | ENG    | Matthew French    | IND   | Mohammed Asab         |

### Vrouwen
| Onderdeel                          | Goud | Goud              | Zilver | Zilver                 | Brons | Brons               |
| ---------------------------------- | ---- | ----------------- | ------ | ---------------------- | ----- | ------------------- |
| 10m luchtgeweer                    | IND  | Apurvi Chandela   | IND    | Ayonika Paul           | MAS   | Nur Suryani Taibi   |
| 50m kleinkalibergeweer liggend     | NZL  | Sally Johnston    | RSA    | Esmari van Reenen      | SCO   | Jen McIntosh        |
| 50m kleinkalibergeweer 3-houdingen | SGP  | Jasmine Ser       | SCO    | Jen McIntosh           | IND   | Lajja Gauswami      |
| 25m pistool                        | IND  | Rahi Sarnobat     | IND    | Anisa Sayyed           | AUS   | Lalita Yauhleuskaya |
| 10m luchtpistool                   | SGP  | Sun Xi Teo        | IND    | Malaika Goel           | CAN   | Dorothy Ludwig      |
| Skeet                              | AUS  | Laura Coles       | WAL    | Elena Allen            | CYP   | Andri Eleftheriou   |
| Trap                               | AUS  | Laetisha Scanlan  | CYP    | Georgia Konstantinidou | ENG   | Caroline Povey      |
| Dubbeltrap                         | ENG  | Charlotte Kerwood | IND    | Shreyashi Singh        | ENG   | Rachel Parish       |

### Gemengd
| Onderdeel   | Goud | Goud                      | Zilver | Zilver                      | Brons | Brons                 |
| ----------- | ---- | ------------------------- | ------ | --------------------------- | ----- | --------------------- |
| Individueel | ENG  | David Luckman             | CAN    | James Paton                 | ENG   | Parag Patel           |
| Paren       | ENG  | David Luckman Parag Patel | CAN    | James Paton Desmond Vamplew | SCO   | Angus McLeod Ian Shaw |

## Medailleklassement
| Plaats | Land          | Goud | Zilver | Brons | Totaal |
| 1      | Australië     | 6    | 0      | 2     | 8      |
| 2      | Engeland      | 5    | 2      | 8     | 15     |
| 3      | India         | 4    | 9      | 4     | 17     |
| 4      | Singapore     | 2    | 0      | 0     | 2      |
| 5      | Cyprus        | 1    | 1      | 1     | 3      |
| 6      | Nieuw-Zeeland | 1    | 0      | 0     | 1      |
| 7      | Schotland     | 0    | 2      | 2     | 4      |
| 8      | Canada        | 0    | 2      | 1     | 3      |
| 9      | Bangladesh    | 0    | 1      | 0     | 1      |
| 9      | Wales         | 0    | 1      | 0     | 1      |
| 9      | Zuid-Afrika   | 0    | 1      | 0     | 1      |
| 12     | Maleisië      | 0    | 0      | 1     | 1      |
| Totaal | Totaal        | 19   | 19     | 19    | 57     |